# The Banshees of Inisherin
The Banshees of Inisherin és una tragicomèdia negra britànicoestatunidenca de 2022 dirigida, escrita i coproduïda per Martin McDonagh. Ambientada en una illa remota de la costa oest d'Irlanda, la pel·lícula és protagonitzada per Colin Farrell i Brendan Gleeson com dos amics de tota la vida que es troben en un atzucac quan un acaba bruscament la seva relació, amb conseqüències alarmants per a tots dos; Kerry Condon i Barry Keoghan també formen part del repartiment principal. Farrell i Gleeson ja havien treballat junts en el debut com a director de McDonagh, Amagats a Bruges (2008).

## Argument
Ambientada el 1923 al final de la Guerra Civil a Inisherin, una comunitat petita i molt unida situada en una illa remota de la costa d'Irlanda. Pádraic (Colin Farrell) i Colm (Brendan Gleeson) són dos amics de tota la vida units per un vincle estret i íntim; passen per un moment incòmode quan Colm decideix de cop i volta posar fi a dècades d'amistat de manera brusca. Pádraic, confús i desconcertat per la situació, no accepta acabar la relació i intenta arribar a l'arrel del problema per tal de tornar a unir les peces. En aquest periple comptarà amb el suport de la seva germana Siobhán (Kerry Condon) i de Dominic (Barry Keoghan), un jove una mica pertorbat. Però els seus esforços només fan que refermar la determinació de Colm, qui, desesperat, acaba amenaçant Pádraic amb un ultimàtum. Fruit de tot plegat, els esdeveniments escalen fins a arribar a conseqüències nefastes.

## Repartiment
| - Colin Farrell com a Pádraic Súilleabháin - Brendan Gleeson com a Colm Doherty - Kerry Condon com a Siobhán Súilleabháin - Barry Keoghan com a Dominic Kearney - Gary Lydon com a Garda Peadar Kearney - Pat Shortt com a Jonjo Devine, propietari del pub - Sheila Flitton com a Mrs. McCormick | - Bríd Ní Neachtain com a Mrs. O'Riordan - Jon Kenny com a Gerry - Aaron Monaghan com a Declan - David Pearse com a capellà - Lasairfhíona Ní Chonaola com a cantant - John Carty com a músic |

## Producció
El febrer de 2020, es va informar que Martin McDonagh havia establert el seu següent treball de direcció amb Searchlight Pictures, que va reunir-lo amb les seves estrelles d'Amagats a Bruges Colin Farrell i Brendan Gleeson. L'agost de 2021, Kerry Condon i Barry Keoghan es van afegir al repartiment.
El rodatge va començar l'agost de 2021 a Inishmore (Inis Mór) abans de traslladar-se a l'illa Acaill, al comtat de Mayo, més tard aquell mes. Les ubicacions utilitzades a Acaill inclouen Cloughmore (JJ Devine's Pub), Corrymore Lake (la casa de la Sra. McCormick), Keem Bay (casa de Colm Doherty), Purteen Harbour (botiga d'O'Riordan) i l'església de St. Thomas a Dugort. El rodatge va finalitzar el 23 d'octubre d'aquell any.
La dissenyadora de vestuari Eimer Ní Mhaoldomhnaigh va parlar dels esforços minuciosos que ella i el seu equip van fer per tal que el vestuari no semblés "un pastitx de les illes Aran", que incloïa utilitzar teles totalment fetes a casa i només emprar llanes irlandeses, llençols i teles sobretenyides. Per al jersei vermell de Pádraic, Ní Mhaoldomhnaigh va imaginar el que la seva germana Siobhán s'hauria animat realment a fer per a ell. "M'imagino Siobhán pensant: 'Déu meu, l'hivern serà molt fred. Li teixiré un jersei', després fent el coll com una mena de toc personal... hi ha una bella ingenuïtat per la seva manera de vestir, però també és molt tendra, aquesta idea que ella hi afegeixi aquest petit toc. Crec que diu molt d'ell i de la seva relació amb Siobhán, i de la seva relació amb el lloc on viu i de la seva irlandesa", va explicar Ní Mhaoldomhnaigh.
Per a Colm, Ní Mhaoldomhnaigh va dir: "Hi havia d'haver alguna cosa de poeta en la seva manera de vestir, però sense que fos molt ostentós. Per tant, porta una pana ben tenyida i una camisa de lli de color safrà. Hi ha aquest element de, no vanitat, sinó del coneixement d'algú que ha viatjat al món exterior en algun moment i ha portat idees de com hauria de ser un poeta o un músic."

## Acollida
La pel·lícula es va estrenar al 79a Mostra Internacional de Cinema de Venècia el 5 de setembre de 2022, on Farrell va guanyar la Copa Volpi al millor actor i Martin McDonagh va guanyar l'Osella d'Or al millor guió. Es va estrenar als cinemes a Irlanda, el Regne Unit i els Estats Units el 21 d'octubre de 2022 per Searchlight Pictures. La pel·lícula va rebre un gran reconeixement de la crítica, amb elogis particulars cap a la direcció i el guió de McDonagh, les actuacions del repartiment principal i la partitura de Carter Burwell. Ha recaptat 46,6 milions de dòlars a tot el món contra un pressupost estimat de 20 milions de dòlars.
The Banshees of Inisherin va rebre nou nominacions als 95 ns Premis Oscar, incloent-hi millor pel·lícula, millor direcció, millor actor (Colin Farrell), millor actor secundari (Brendan Gleeson i Barry Keoghan), millor actriu secundària (Kerry Condon) i millor guió original. Tot i així, finalment no va aconseguir cap dels guardons a què optava.
A la 80a edició dels Globus d'Or, va aconseguir tres victòries de vuit nominacions: millor pel·lícula musical o comèdia, millor actor - musical o comèdia (Farrell) i millor guió. A més, a la 29a edició dels Screen Actors Guild Awards, la pel·lícula va rebre cinc nominacions, juntament amb Tot a la vegada a tot arreu (2022), empatant el rècord de més nominacions, establert anteriorment per Shakespeare in Love (1998), Chicago (2002) i El dubte (2008); tanmateix, no va guanyar cap d'ells. De les deu nominacions, també va guanyar quatre premis BAFTA: millor pel·lícula britànica, millor actor secundari (Keoghan), millor actriu secundària (Condon) i millor guió original. La pel·lícula també va ser nomenada una de les deu millors pel·lícules del 2022 pel National Board of Review.